# Jacksonia forrestii
Jacksonia forrestii är en ärtväxtart som beskrevs av Ferdinand von Mueller. Jacksonia forrestii ingår i släktet Jacksonia och familjen ärtväxter. Inga underarter finns listade i Catalogue of Life.